# Pierre Béland
Pour les articles homonymes, voir Béland.
Pierre Béland est un biologiste québécois. Il est le fondateur de l’Institut d’écotoxicologie du Saint-Laurent à Rimouski. Il s'est notamment fait connaître, à partir des années 80, par ses travaux sur le béluga du Saint-Laurent, baleine blanche qui était menacée de disparition.
Ces travaux, signalés dans la presse internationale lui ont notamment valu le titre de scientifique de l'année de Radio-Canada en 1988 pour avoir réalisé le Symposium international de Tadoussac sur l'avenir de ce mammifère.
Ami d'enfance de Stéphane Dion,, Pierre Béland fut candidat du Parti libéral du Canada dans la circonscription de Rimouski-Neigette—Témiscouata—Les Basques aux élections fédérales de 2008. Il fut défait par le candidat du Bloc québécois.
Depuis mai 2014, il se voit contraint de reprendre la lutte pour la protection des bélugas du Saint-Laurent, face à un projet de construction d'un port pétrolier à Cacouna. S'appuyant sur la notoriété qu'il a acquise depuis les années 80 sur ce sujet - il est présenté comme le « père de la recherche sur le béluga du Saint-Laurent ».
Il est directeur scientifique à l'Institut national d’écotoxicologie du Saint-Laurent (INESL).  https://baleinesendirect.org/a-propos/

## Honneur
- 1988 - Scientifique de l'année par la Société Radio-Canada
- 1993 - Prix Acfas Michel-Jurdant, visant à récompenser une personne dont les travaux et le rayonnement scientifique ont eu un effet dans la société en ce qui a trait à la mise en valeur et à la protection de l'environnement.